# پیوریا (اورگن)
پیوریا (به انگلیسی: Peoria) یک منطقهٔ مسکونی در ایالات متحده آمریکا است که در شهرستان لین واقع شده‌است. پیوریا ۹۴ نفر جمعیت دارد و ۷۹٫۸۶ متر بالاتر از سطح دریا واقع شده‌است.